# بولینا (بازیکن فوتبال)
بولینا Bolinha بازیکن فوتبال اهل برزیل است 